# Paolo Totò
Paolo Totò (Fermo, 22 januari 1991) is een Italiaans wielrenner die anno 2020 rijdt voor Work Service Dynatek Vega.

## Carrière
In 2014 werd Totò achter winnaar Luca Ceolan en Daniel Pearson derde in de Coppa della Pace. Daarnaast won hij de Ronde van Casentino, die niet meer op de UCI-kalender stond. Tussen juni en december van dat jaar maakte Totò drie fouten in zijn whereabouts, waardoor hij in juli 2015 door de Italiaanse wielerbond voor twee jaar werd geschorst. In oktober werd die schorsing teruggebracht naar slechts één jaar, tot 17 juni 2016.
Nadat hij zijn schorsing had uitgezeten tekende Totò een contract bij Norda-MG.Kvis. In de Giro del Medio Brenta, die op 10 juli werd verreden, eindigde hij met bijna zesenhalve minuut achterstand op Fausto Masnada op de achttiende plaats. Zijn eerste podiumplek in een profkoers behaalde hij in september, toen hij in de Memorial Marco Pantani als derde eindigde in de sprint.
In februari 2018 werd Totò tweede in de Trofeo Laigueglia, bij afwezigheid van de Grote Prijs van de Etruskische Kust de opener van het Italiaanse wielerseizoen. Een week later won hij de Grote Prijs Laguna Poreč.

## Belangrijkste overwinningen
2014
Ronde van Casentino
2017
2e etappe Ronde van Albanië
2018
Grote Prijs Laguna Poreč
Puntenklassement Ronde van Albanië
2019
3e etappe deel A Ronde van Szeklerland
Puntenklassement Ronde van Szekerland

## Ploegen
- 2016 –  Norda-MG.Kvis (vanaf 1-7)
- 2017 –  Sangemini-MG.Kvis
- 2018 –  Sangemini-MG.Kvis-Vega
- 2019 –  Sangemini-MG.Kvis-Vega
- 2020 –  Work Service Dynatek Vega

Ciabocco · Colnaghi · Di Sante · Draperi · Gaffurini · Gazzara · Goffi · Marinozzi · Pucioni · Salvietti · Scartezzini · Tomassini · Totò · Viviani